# Fabio Mančini
Fabio Mančini (rođen 11. avgusta 1987) jedan je od najpoznatijih italijanskih manekena. Bio je zaštitno lice mnogih reklamnih kampanja modne kuće Đorđo Armani, kao i redovan učesnik na revijama.

## Privatni život
Rođen je u Nemačkoj, u mestu Bad Homburg, a u Milano se preselio kada je imao četiri godine. Njegov otac je italijanskog porekla, dok je majka indijsko-nemačkog porekla. Trenutno živi u Milanu.

## Karijera
Mančinijeva karijera počela je kada je imao 23 godine, kada su ga otkrili na ulicama Milana. Radio je revije za mnoge modne kuće izmedju kojih Đorđo Armani, Emporio Armani, Dolče i Gabana, Dolče i Gabana Alta Sartoria, Vivijen Vestvud, Dirk Bikkembergs, Ermanno Scervino, Brioni kao i za mnoge druge.
Tokom karijere se pojavio i u brojnim reklamnim kampanjama za marke Armani Jeans, Emporio Armani muški donji veš, Karolina Herera, Aigner, Karlo Pinjateli, Vins Kamuto, Pjer Karden, Yamamay и L'Oréal. Bio je na naslovnicama magazina L'Officiel, Hachi Magazine i David Magazine, kao i editorijala Harper's Bazaar, Esquire (magazine), Men's Health i Vogue.
Godine 2014. modna kuća Armani Jeans lansirala je novu liniju donjeg veša, Emporio Armani underwear Sensual Collection, čije je zaštitno lice Fabio bio dve sezone zaredom. Snimljen je i video koji je bio korišćen tokom proslave četrdesetogodišnjice postojanja modne kuće Armani (ATTRIBUTE TO THE BODY N”20/40).
Mančini je novo lice kolekcije donjeg veša marke Pjer Karden 2016–2017..

## Nagrade i dostignuća
- Models.com sajt stavio ga je na listu najseksepilnijih muškaraca (2014–2019).[13]
- Vogue ga je 2015. stavio na listu najatraktivnijih fitnes modela.[14]
- Out Magazine ga je svrstao u pedeset najseksepilnijih muških modela svih vremena.[15]
- Top 5 najboljih italijanskih modela na Milanskoj nedelji mode 2016.[16]
- Vogue ga stavlja na listu 15 omiljenih manekena modne kuće Dolče i Gabana.[17]